# ジョージ・チャムリー (1724-1764)
マルパス子爵ジョージ・チャムリー（英語: George Cholmondeley, Viscount Malpas、1724年10月17日 – 1764年3月15日）は、グレートブリテン王国の政治家、軍人。ホイッグ党に属し、1754年から1764年まで庶民院議員を務めた。マルパス子爵の儀礼称号を使用した。

## 生涯
第3代チャムリー伯爵ジョージ・チャムリーと妻メアリー（旧姓ウォルポール（Walpole）、1732年1月2日没、ロバート・ウォルポールの娘）の長男として、1724年10月17日にセント・ジョージ・ハノーヴァー・スクエアで生まれた。
イギリス陸軍の志願兵として1745年のフォントノワの戦いに参戦した。同年のジャコバイト蜂起では父が招集した歩兵連隊の副隊長を務めた。その後、1754年から1760年まで大尉として半給を受け、1760年から1764年に死去するまで第65歩兵連隊隊長を務めた。
1752年にドーチェスター選挙区の補欠選挙に立候補したが、ドーチェスターではデイマー家の勢力が強く、マルパス子爵はデイマー家の推す候補ジョージ・クラヴェルに6票差（113票対119票）で敗れた。マルパス子爵はドーチェスター選挙区を諦めず、与党所属の初代ミルトン男爵ジョセフ・デイマーの所有する議席を脅かすに至ったため、首相ヘンリー・ペラムはマルパス子爵をドーチェスターで出馬させない代償としてブランバー選挙区で当選させることを申し出て、マルパス子爵は1754年1月に申し出を受け入れた。ブランバーではゴフ家（Gough）の勢力が支配的であり、ゴフ家の勢力を借りた初代アーチャー男爵トマス・アーチャーが政府と協議して当選者を決めた。しかし、総選挙時点でデイマーがブランバーの現職議員であり、そのままではマルパス子爵がドーチェスターでの対立相手であるミルトン男爵と議席を交換する形になるため、政敵から攻撃される可能性があった。これを危惧したマルパス子爵はブランバー以外の選挙区での当選を求め、ペラムとその後任の初代ニューカッスル公爵トマス・ペラム＝ホリスもその要求を満たそうとしたが、マルパス子爵は結局同年の総選挙においてブランバーで当選した。1761年イギリス総選挙ではジョン・ボンドの支持を受けてコルフ・キャッスル選挙区で当選した。議会では全時期を通して与党に属した。
1763年末に歩兵連隊の駐留先であるアイルランドに向かったが病気になり、1764年3月初に帰国するも同3月15日に病死、27日にマルパスで埋葬された。父に先立って死去したため爵位を継承することはなく、死後の1770年に息子ジョージ・ジェームズがチャムリー伯爵位を継承した。

## 家族
1747年1月19日、ヘスター・エドワーズ（Hester Edwardes、1727年ごろ – 1794年9月3日、第4代準男爵サー・フランシス・エドワーズの娘）と結婚、1男1女をもうけた。
- ジョージ・ジェームズ（1749年5月11日 – 1827年4月10日） - 第4代チャムリー伯爵、初代チャムリー侯爵[1]
- ヘスター（英語版）（1755年2月19日 – 1828年11月26日[7]） - 1773年9月6日、ウィリアム・クラップコット・ライル（William Clapcott Lisle）と結婚、1女マーシア・メアリー・アン（英語版）をもうけた[6]